# Nikodem Pochopień
Nikodem Pochopień (ur. 4 listopada 2004) – polski lekkoatleta pochodzący z Kielc specjalizujący się w skoku o tyczce. Student na Uniwersytecie Południowej Florydy. Wychowanek i obecny zawodnik byłej mistrzyni świata masters Agnieszki Wrony. Halowy Mistrz Polski Juniorów 2023, srebrny medalista Halowych Mistrzostw Polski U18 i U20 w lekkoatletyce 2022 oraz brązowy medalista mistrzostw Polski U20 w Lublinie 2023. Rekordzista województwa świętokrzyskiego w skoku o tyczce.

## Osiągnięcia
| Rok  | Impreza                                                  | Miejsce      | Konkurencja   | Pozycja   | Wynik  |
| ---- | -------------------------------------------------------- | ------------ | ------------- | --------- | ------ |
| 2023 | Halowe Mistrzostwa Polski U20                            | Rzeszów      | skok o tyczce | 1.miejsce | 4,80 m |
| 2023 | PZLA Mistrzostwa Polski U2                               | Lublin       | skok o tyczce | 3.miejsce | 4,55 m |
| 2023 | 99. PZLA Mistrzostwa Polski                              | Gorzów Wlkp. | skok o tyczce | 7.miejsce | 5,11 m |
| 2022 | Halowe Mistrzostwa Polski U18 i U20 w lekkoatletyce 2022 | Rzeszów      | skok o tyczce | 2.miejsce | 4.60m  |

## Rekordy życiowe
- skok o tyczce (stadion) - 5.11 (2023)[3]
- skok o tyczce (hala) - 5.15 (2024)